# فيس (جزيرة)

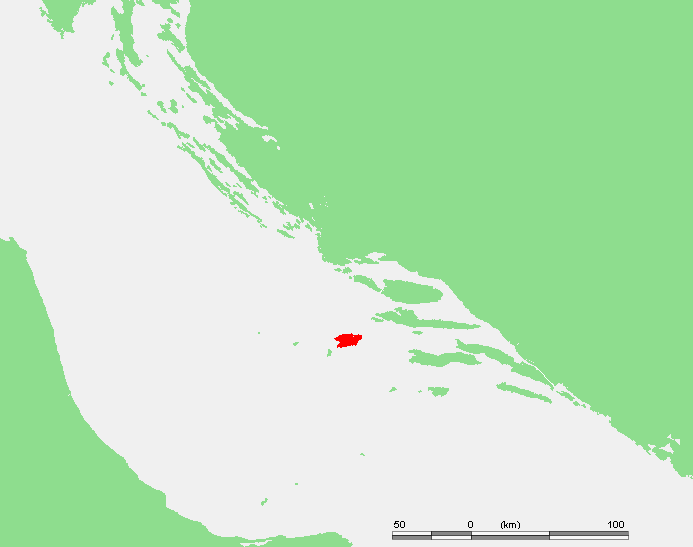
موقع جزيرة فيس في البحر الأدرياتيكي.

جزيرة فيس (بالكرواتية: Vis، بالإغريقية: Ἴσσα، باللاتينية: Issa، بالإيطالية: Lissa)، جزيرة صغيرة في البحر الأدرياتيكي تتبع كرواتيا. بلغ عدد سكانها 3,460 نسمة عام 2011، وتبلغ مساحتها 90.26 كيلومتر مربع (34.85 ميل مربع). أعلى نقطة في الجزيرة تبلغ ارتفاعها 587 متر (1,926 قدم) فوق مستوى سطح البحر. توجد على أرض الجزيرة بلدتان هما: فيس على الجانب الشرقي من الجزيرة، وكوميسا (بالكرواتية: Komiža) على ساحلها الغربي.

## وصلات خارجية
- Komiza - Island Vis Tourist Association
- Vis - Croatian National Tourist Board
- Vis Tourist Association